# Alt dette og sommersolen med!
Alt dette og sommersolen med! er en dansk dokumentarfilm fra 1960, der er instrueret af Ib Dam efter manuskript af Hans Hansen.

## Handling
Turistfilm om Bornholms attraktioner. Bornholmerne gør øen klar til turistinvasionen. Badeliv, lystfiskeri, ensom naturromantik, Løvehovederne, Jons Kapel, købstadsidyl, eksempler på bornholmske erhverv og turistattraktioner: fiskeri, hoteller, restauranter, pensionater, campingpladser, rundkirker, silderøgeri, granitindustri, keramik, bornholmurmagere, billeder af Oluf Høst, Christiansø, bornholmsk sensommer og efterår.
Filmen betjener sig af to speakere, den autoritative som ser på Bornholm udefra, og den lokale med bornholmsk dialekt, som udfordrer det udefrakommende blik på øens og dens indbyggere.